# Giro di Campania 1993
Il Giro di Campania 1993, sessantunesima edizione della corsa, si svolse l'8 marzo 1993 su un percorso di 208 km. La vittoria fu appannaggio dell'italiano Stefano Della Santa, che completò il percorso in 5h55'44", precedendo il venezuelano Leonardo Sierra ed il moldavo Andrei Tchmil.
Sul traguardo di Sorrento 42 ciclisti, su 131 partiti dalla medesima località, portarono a termine la competizione.

## Ordine d'arrivo (Top 10)
| Pos. | Corridore            | Squadra                | Tempo    |
| ---- | -------------------- | ---------------------- | -------- |
| 1    | Stefano Della Santa  | Eldor-Viner            | 5h55'44" |
| 2    | Leonardo Sierra      | ZG Mobili-Bottecchia   | s.t.     |
| 3    | Andrei Tchmil        | GB-MG Boys Maglificio  | a 2'29"  |
| 4    | Jesper Skibby        | TVM-Bison Kit          | s.t.     |
| 5    | Davide Rebellin      | GB-MG Boys Maglificio  | s.t.     |
| 6    | Alberto Volpi        | Mecair-Ballan          | s.t.     |
| 7    | Stefano Colagè       | ZG Mobili-Bottecchia   | s.t.     |
| 8    | Francesco Casagrande | Mercatone Uno-Zucchini | s.t.     |
| 9    | Marco Lietti         | Lampre-Polti           | a 2'51"  |
| 10   | Giuseppe Petito      | Mercatone Uno-Zucchini | s.t.     |